# 丹津 (准噶尔)
丹津（?—?），号噶尔玛岱青和硕齐，清朝卫拉特蒙古准噶尔部台吉。
巴图尔珲台吉兄弟墨尔根岱青的长子。康熙年间多次向清朝廷进贡，康熙二十二年（1683年）清朝康熙帝规定，他的贡使以二百人为限，和准噶尔首领噶尔丹、土尔扈特部首领阿玉奇一视同仁。子古木布巴图尔、都噶尔、达都古。都噶尔一子为憨都 ，曾孙朋素克 ；一子为达玛林、孙车凌；另一子为阿喇布坦（额鲁特後旗首任扎萨克）。